# Hlubočky
Hlubočky (Duits: Hombok) is een Moravische gemeente in de Tsjechische regio Olomouc, en maakt deel uit van het district Olomouc. Naast het dorp Hlubočky maken ook de dorpen Hrubá Voda, Posluchov en Mariánské Údolí deel uit van de gemeente. Hlubočky telt 4206 inwoners (2023). Nabij het dorp Hrubá Voda ligt de ruïne van het kasteel Hluboký. Verder bevinden zich hier twee beschermde natuurgebieden Přírodní park Údolí Bystřice u Hluboček en Přírodní rezervace Hrubovodské sutě. De gemeente neemt deel aan het samenwerkingsverband Sdružení obcí mikroregionu Bystřička.

## Geschiedenis
- 1368 – De eerste schriftelijke vermelding van de gemeente.[1]

## Aanliggende gemeenten
| Aangrenzende gemeenten | Aangrenzende gemeenten | Aangrenzende gemeenten   | Aangrenzende gemeenten | Aangrenzende gemeenten |
| ---------------------- | ---------------------- | ------------------------ | ---------------------- | ---------------------- |
|                        |                        | Jívová                   |                        |                        |
|                        |                        |                          |                        |                        |
| Dolany, Olomouc        | Vojenský újezd Libavá  |                          |                        |                        |
|                        |                        |                          |                        |                        |
|                        |                        | Velká Bystřice, Mrsklesy |                        |                        |

## Verkeer en vervoer
Op het grondgebied van de gemeente bevinden zich zes stations, allen aan de spoorlijn van Olomouc naar Opava:
- Station Hlubočky-Mariánské Údolí
- Spoorweghalte Hlubočky zastávka
- Station Hlubočky
- Spoorweghalte Hrubá Voda zastávka
- Station Hrubá Voda
- Spoorweghalte Hrubá Voda-Smilov

Babice · Bělkovice-Lašťany · Bílá Lhota · Bílsko · Blatec · Bohuňovice · Bouzov · Bukovany · Bystročice · Bystrovany · Červenka · Charváty · Cholina · Daskabát · Dlouhá Loučka · Dolany · Doloplazy · Domašov nad Bystřicí · Domašov u Šternberka · Drahanovice · Dub nad Moravou · Dubčany · Grygov · Haňovice · Hlásnice · Hlubočky · Hlušovice · Hněvotín · Hnojice · Horka nad Moravou · Horní Loděnice · Hraničné Petrovice · Huzová · Jívová · Komárov · Kozlov · Kožušany-Tážaly · Krčmaň · Křelov-Břuchotín · Liboš · Lipina · Lipinka · Litovel · Loučany · Loučka · Luběnice · Luká · Lutín · Lužice · Majetín · Medlov ·
Měrotín · Město Libavá · Mladeč · Mladějovice · Moravský Beroun · Mrsklesy · Mutkov · Náklo · Náměšť na Hané · Norberčany · Nová Hradečná · Olbramice · Olomouc · Paseka · Pňovice · Přáslavice · Příkazy · Řídeč · Samotišky · Senice na Hané · Senička · Skrbeň · Slatinice · Slavětín · Štarnov · Štěpánov · Šternberk · Strukov · Střeň · Suchonice · Šumvald · Svésedlice · Těšetice · Tovéř · Troubelice · Tršice · Újezd · Uničov · Ústín · Velká Bystřice · Velký Týnec · Velký Újezd · Věrovany · Vilémov · Vojenský újezd Libavá · Želechovice · Žerotín